# Riktning

## Riktning i grader
|  | Wiktionary har en ordboksartikel om riktning. |

Inom navigation är riktningen till ett föremål vinkeln mellan siktlinjen till föremålet och farkostens längslinje.
Man skiljer mellan följande begrepp:
- Bäringen till ett föremål är vinkeln mellan nord och ett pejlat föremål – bäringen kan alltså vara 0–359°.

- Riktningen är vinkeln mellan farkostens längslinje och föremålet och alltså kan vara 0–179° babord eller styrbord.

- Kursen är vinkeln mellan nord och farkostens längslinje och kan alltså vara 0–359°.

## Riktning i streck
Inom armén anges riktningen till ett föremål i streck, där 1° är 17,5 streck. En cirkels 360° motsvaras därmed av 6300 streck. Norr motsvaras av 0000 (6300) streck varför rakt söderut blir 3150 streck. 
Så väl försvarets kompasser som Mätskiva M21, avståndsinstrument, kikare och kikarsikten är försedda med streckskala. En fingerbredd på en armlängds avstånd motsvarar ca 30 streck.